# Edward Kitsis

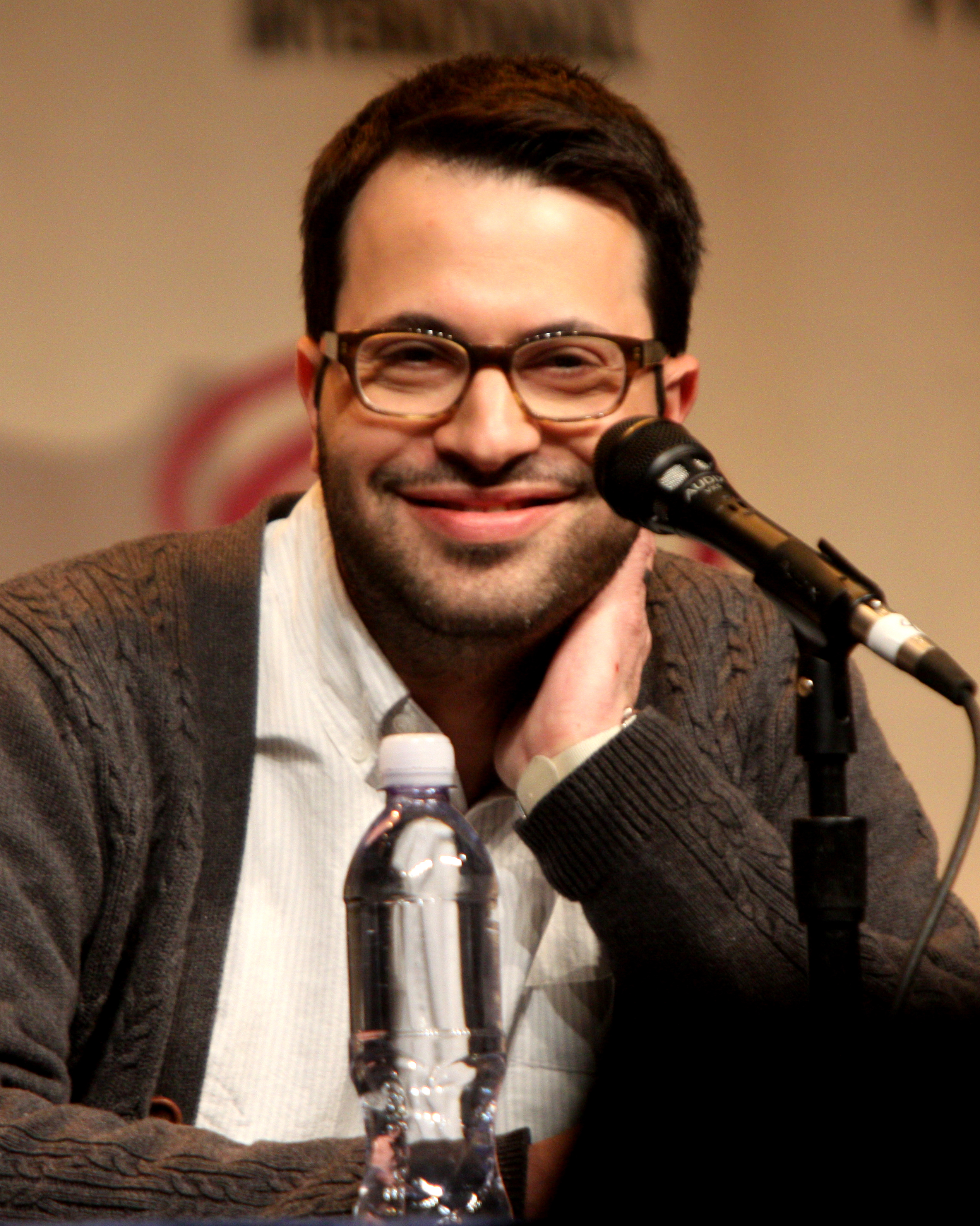
Edward Kitsis (2012)

Edward Lawrence Kitsis (* 4. Februar 1971 in Minneapolis, Minnesota) ist ein US-amerikanischer Drehbuchautor und Fernsehproduzent, bekannt für seine Arbeiten an den drei ABC-Fernsehserien Lost, Once Upon a Time – Es war einmal… und Once Upon a Time in Wonderland. Er ist auch unter seinem Künstlernamen Eddy Kitsis bekannt.

## Leben und Karriere
Edward Kitsis wurde 1971 als Sohn von Tybe und Arlen Kitsis in Minneapolis im US-Bundesstaat Minnesota geboren. Er studierte zusammen mit Adam Horowitz an der University of Wisconsin–Madison und schloss diese 1993 mit einem Bachelor in Kunst, Unterhaltung und Medien ab. Nach seinem Abschluss zog er gemeinsam mit Horowitz nach Los Angeles und arbeitete dort als Assistent, bis er als Drehbuchautor für ein Remake der Fantasyserie Fantasy Island engagiert wurde. Diese wurde jedoch nach dreizehn Episoden wieder eingestellt, so widmete er sich den beiden The-WB-Serien Popular und Felicity. Nach dem Ende der beiden Serien 2002 schrieb er unter anderem Drehbücher für Birds of Prey, Life as We Know It und One Tree Hill, sowie für den Fernsehfilm Heirat mit Hindernissen. 2005 stieß er in der Mitte der ersten Staffel der ABC-Mysteryserie Lost als Drehbuchautor und als Produzent zum Stab der Serie. Zur zweiten Staffelpremiere im September 2006 wurde er zum Supervising Producer befördert. Im Februar 2006 konnte er zusammen mit dem Rest des Stabes den WGA-Award als Best Screenplay – Dramatic Series gewinnen. Während der dritten und vierten Staffel fungierte er neben seinen beiden anderen Arbeiten auch als Co-Executive Producer und wurde so 2008 für einen weiteren WGA-Award und für einen Emmy nominiert. In der fünften und sechsten Staffel wurde er zum Executive Producer befördert und schrieb in dieser Zeit auch weiterhin Drehbücher für die Serie, sodass er im Februar 2010 für einen weiteren WGA-Award nominiert wurde.
Kitsis und Horowitz schrieben auch das Drehbuch zum Film Tron: Legacy, eine Fortsetzung zu Tron, sowie einige Drehbücher zur auf den beiden Filmen basierenden kurzlebigen Zeichentrickserie TRON: Der Aufstand. Er und Horowitz sind darüber hinaus die Schöpfer der Fantasyserie Once Upon a Time – Es war einmal…, das seit dem 23. Oktober 2011 auf ABC ausgestrahlt wird. Das Konzept zu der Serie hatten die beiden bereits vor ihrem Engagement bei Lost, doch sie wollten erst ein Projekt beenden, bevor sie sich dem nächsten zuwenden. Mit dem Erfolg der Serie entwickelten die beiden 2013 das Spin-off Once Upon a Time in Wonderland über Alice, die ins Wunderland zurückkehrt und ihren Geliebten sucht. Der Ableger wurde allerdings nach nur einer Staffel und 13 Episoden wieder beendet.
Im Mai 2002 verlobte er sich mit Jennifer Susman, einer Filmabsolventin der University of Texas. Die Hochzeit fand am 29. März 2003 in Scottsdale, Arizona statt.

## Filmografie (Auswahl)
Als Drehbuchautor
- 1999–2001: Popular (Fernsehserie, 8 Episoden)
- 2001: Felicity (Fernsehserie, 2 Episoden)
- 2002–2003: Birds of Prey (Fernsehserie, 5 Episoden)
- 2004: Life as We Know It (Fernsehserie, Episode 1x08)
- 2004: One Tree Hill (Fernsehserie, Episode 1x20)
- 2005: Heirat mit Hindernissen (Confessions of an American Bride, Fernsehfilm)
- 2005–2010: Lost (Fernsehserie, 21 Episoden)
- 2010: Tron: Legacy
- 2011–2018: Once Upon a Time – Es war einmal… (Once Upon a Time, Fernsehserie)
- 2012: TRON: Der Aufstand (Tron: Uprising, Zeichentrickserie, 4 Episoden)
- 2013–2014: Once Upon a Time in Wonderland (Fernsehserie, 13 Episoden)

Als Produzent
- 2001–2002: Felicity (Fernsehserie, 14 Episoden)
- 2002–2003: Birds of Prey (Fernsehserie, 9 Episoden)
- 2004–2005: Life as We Know It (Fernsehserie, 2 Episoden)
- 2005–2010: Lost (Fernsehserie, 97 Episoden)
- 2011–2018: Once Upon a Time – Es war einmal… (Once Upon a Time, Fernsehserie)
- 2012–2013: TRON: Der Aufstand (Tron: Uprising, Zeichentrickserie, 19 Episoden)
- 2013–2014: Once Upon a Time in Wonderland (Fernsehserie, 13 Episoden)
- 2020: Unglaubliche Geschichten (Fernsehserie)

## Auszeichnungen und Nominierungen
| Jahr                           | Auszeichnung                      | Für  | Kategorie                                | Resultat  |
| ------------------------------ | --------------------------------- | ---- | ---------------------------------------- | --------- |
| 2006                           | Writers Guild of America Award    | Lost | Best Screenplay – Dramatic Series        | Gewonnen  |
| 2007                           | Writers Guild of America Award    | Lost | Best Screenplay – Dramatic Series        | Nominiert |
| 2007                           | Producers Guild of America Award  | Lost | Television Producer of the Year          | Nominiert |
| 2008                           | Emmy                              | Lost | Outstanding Directing for a Drama Series | Nominiert |
| 2009                           | Emmy                              | Lost | Outstanding Directing for a Drama Series | Nominiert |
| 2009                           | Writers Guild of America Award    | Lost | Best Screenplay – Dramatic Series        | Nominiert |
| 2009                           | Producers Guild of America Award  | Lost | Television Producer of the Year          | Nominiert |
| 2010                           | Producers Guild of America Award  | Lost | Television Producer of the Year          | Nominiert |
| Writers Guild of America Award | Best Screenplay – Dramatic Series | Lost |                                          | Nominiert |
| 2010                           | Emmy                              | Lost | Outstanding Directing for a Drama Series | Nominiert |
| 2011                           | Producers Guild of America Award  | Lost | Television Producer of the Year          | Nominiert |